# Berlinghiero Berlinghieri
Berlinghiero Berlinghieri (Volterra, 1175 circa – Lucca?, 1235 o 1236) è stato un pittore italiano, attivo a Lucca dal 1228 al 1232.

## Biografia

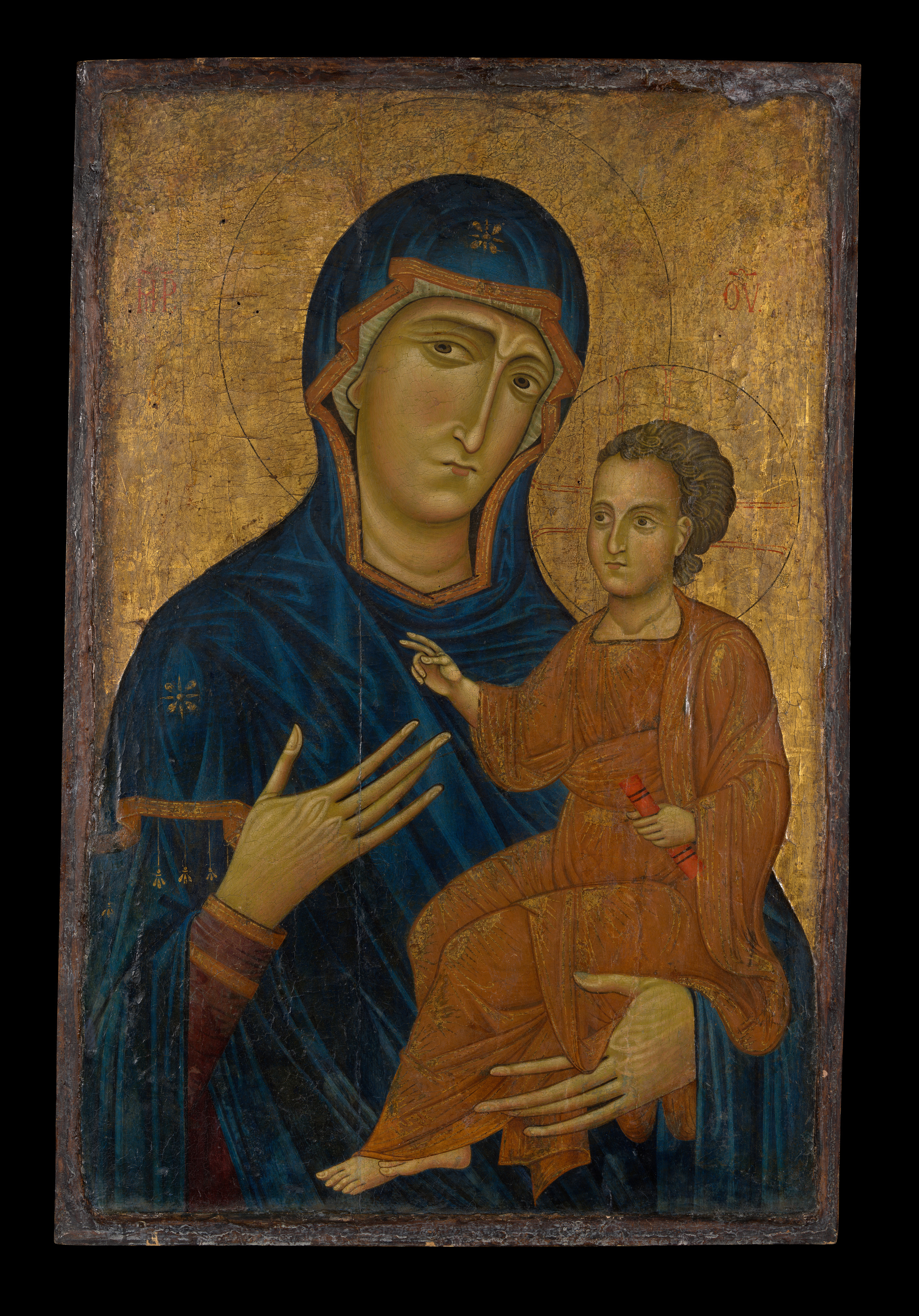
Madonna col Bambino conservata al Metropolitan Museum

Le poche notizie sulla vita di Berlinghiero si ricavano dalle firme apposte su due sue opere (la Croce di Lucca e il Crocifisso di Fucecchio), in cui si cita come volterrano, e da un documento lucchese del 1228, in cui il pittore si dichiara figlio di Melanese il vecchio, assieme ai propri figli Bonaventura, Barone, Marco e altri cittadini lucchesi, durante il giuramento di pace con i pisani.
Il fatto che nel 1228 avesse almeno due figli maggiorenni (Barone e Bonaventura) ha fatto ipotizzare che fosse nato circa una cinquantina d'anni prima, magari verso il 1175, e che fosse attivo come pittore dal 1200 circa.
Probabilmente si formò tra Volterra e Pisa, dove esisteva una scuola di miniatura (di cui resta una Bibbia di san Vito nella Certosa di Calci), aggiornata sulla cultura umbro-romana di quegli anni, ma dotata anche di contatti di prima mano con la contemporanea arte costantinopolitana e siculo-normanna.
Le sue opere sono emblematiche di come nella prima metà del XIII secolo la pittura toscana fosse ancora legata alla scuola bizantina, a differenza delle coeve opere di scultura e architettura, ormai indirizzate a modelli gotici transalpini e della romanità classica. La sua opera fu comunque uno dei primi passi nella transizione tra l'arte bizantina e l'arte occidentale.
Sua prima opera nota è il Crocifisso dipinto del Museo nazionale di Villa Guinigi di Lucca (già al monastero di Santa Maria degli Angeli, 1210-1220), in cui si rifece all'arte bizantina nei tipi delle figure e nel prezioso smalto cromatico. La posa è ancora quella del Christus triumphans, statica e priva di drammaticità.
Databile tra il 1230 e il 1235 è un secondo Crocifisso,  proveniente da Fucecchio e ora conservato al Museo di San Matteo a Pisa, in cui, sotto l'influsso di Giunta Pisano, venne accentuata l'espressività delle figure.
Al maestro sono anche attribuite due Madonna col Bambino, una al Metropolitan Museum of Art di New York, detta anche Madonna Straus, e l'altra nel Duomo di Pisa, detta Madonna di sotto gli organi, si sa proveniente da Camaiore e ivi situata dal 1225-1226, quando fu preda bellica del castello di Lombrici.
Dalle numerose citazioni nei patronimici dei figli, tutti e tre pittori, si apprende che dal 1232 al 1235 risultava ancora vivo, e nel 1236 defunto.

## Opere
- Croce di Lucca, 1210-1220 circa, Lucca, Museo nazionale di Villa Guinigi
- Madonna di Sotto gli Organi (attr.), 1220 circa, Pisa, Duomo
- Trittico con la Madonna col Bambino e santi, 1230 circa, Cleveland, Museum of Art
- Crocifisso di Fucecchio, 1230-1235 circa, Pisa, Museo nazionale di San Matteo
- San Lorenzo e una santa, 1230-1235 circa, Fucecchio, Museo civico
- Pia donna e san Paolo, 1230-1235 circa, collezione privata
- Frammento di una croce dipinta, Avignone, Museo del Petit Palais
- Madonna col Bambino, 1230-1235 circa, New York, Metropolitan Museum
- Madonna col Bambino (attr.), Raleigh, North Carolina Museum of Art